# Team Katjoesja Alpecin
Team Katjoesja-Alpecin (Russisch: Катюша, Engels: Katusha) was een Zwitserse wielerploeg. Het team ontstond uit het voormalige Tinkoff Credit Systems en kwam vanaf het seizoen 2009 tot 2019 uit in het ProTour/World Tour-circuit van de UCI.

## Achtergrond
Het team is vernoemd naar de Katjoesja-raketten, die gebruikt werden door de Sovjet-Unie tijdens de Tweede Wereldoorlog. Voor de UCI World Tour 2013 greep Katjoesja verrassend naast een licentie voor het hoogste niveau. Het CAS besloot echter dat de ploeg toch recht heeft op een licentie in de World Tour.
Katjoesja werd gesponsord door de grote Russische bedrijven Rostechnologii (staatsbedrijf voor hightechapparatuur), Gazprom (aardgas) en Itera (aardgas). De directeur van Itera, Igor Makarov, is de drijvende kracht achter de Katjoesja-wielerploeg. De Belg Andrei Tchmil is de bestuursvoorzitter van 'Katusha Management SA', de rechtspersoon achter deze wielerploeg. De algemeen manager in de ploeg is José Azevedo. Dirk Demol is ploegmanager en Xavier Florencio, Claudio Cozzi, Gennadi Michajlov en Dmitri Konysjev zijn de ploegleiders. Katjoesja had ook een opleidingsploeg genaamd, Itera-Katjoesja.
Vanaf het seizoen 2017 reed Katusha op een Zwitserse licentie. Na het opheffen van de ploeg stapten veel renners over naar Israel Start-Up Nation.

## Grote investeringen
Team Katjoesja kondigde vóór de Tour van 2008 al een van de eerste grote versterkingen voor het nieuwe wielerjaar 2009 aan: Gert Steegmans. Hierna volgden nog meer grote sprinters-namen uit het buitenland zoals Robbie McEwen (die zijn contract bij Silence-Lotto niet verlengde), Kenny Dehaes (Topsport Vlaanderen), Filippo Pozzato (Liquigas) en Danilo Napolitano (Lampre).
Behalve sprinters van naam trok Oleg Tinkov ook nog eens een paar echte klimmers aan, onder wie Christian Pfannberger (Barloworld), Antonio Colom (Astana) en tot slot de drie Russen Aleksandr Botsjarov (Crédit Agricole ploeg), Vladimir Karpets (Caisse d'Epargne) en Sergej Ivanov (Astana).
Ook voor seizoen 2011 trok Katjoesja weer een aantal grote namen aan: Leif Hoste (Omega Pharma-Lotto) en Luca Paolini (Acqua e Sapone) voor de klassiekers en de van een dopingschorsing terugkerende Danilo Di Luca) voor de rondes. Laatstgenoemde zou ook een jaar gratis rondrijden. Vanaf 2012 werd ook Óscar Freire (Rabobank) aan het team toegevoegd.

## Grote rondes
| Jaar | Ronde van Italië     | Ronde van Italië                       | Ronde van Frankrijk                    | Ronde van Frankrijk           | Ronde van Spanje                       | Ronde van Spanje                                   |
| Jaar | hoogste klassering   | etappewinst                            | hoogste klassering                     | etappewinst                   | hoogste klassering                     | etappewinst                                        |
| ---- | -------------------- | -------------------------------------- | -------------------------------------- | ----------------------------- | -------------------------------------- | -------------------------------------------------- |
| 2007 | 7e Jevgeni Petrov    |                                        | geen deelname                          | geen deelname                 | geen deelname                          | geen deelname                                      |
| 2008 | 29e Jevgeni Petrov   | 5e Pavel Broett 19e Vasil Kiryjenka    | geen deelname                          | geen deelname                 | 34e Vasil Kiryjenka                    |                                                    |
| 2009 | 34e Jevgeni Petrov   |                                        | 13e Vladimir Karpets                   | 14e Sergej Ivanov             | geen deelname                          | geen deelname                                      |
| 2010 | 14e Vladimir Karpets | 11e Jevgeni Petrov 12e Filippo Pozzato | 6e Joaquim Rodríguez                   | 12e Joaquim Rodríguez         | 4e Joaquim Rodríguez                   | 14e Joaquim Rodríguez                              |
| 2011 | 5e Joaquim Rodríguez |                                        | 23e Vladimir Goesev                    |                               | 9e Daniel Moreno                       | 4e Daniel Moreno 5e en 8e Joaquim Rodríguez        |
| 2012 | ↑ Joaquim Rodríguez  | 10e en 17e Joaquim Rodríguez           | 15e Denis Mensjov 19e Edoeard Vorganov |                               | ↑ Joaquim Rodríguez · 5e Daniel Moreno | 6e, 12e en 14e Joaquim Rodríguez 20e Denis Mensjov |
| 2013 | 13e Joeri Trofimov   | 3e Luca Paolini                        | ↑ Joaquim Rodríguez                    |                               | 4e Joaquim Rodríguez 10e Daniel Moreno | 4e en 9e Daniel Moreno 19e Joaquim Rodríguez       |
| 2014 | 36e Alberto Losada   |                                        | 14e Joeri Trofimov                     | 12e en 15e Alexander Kristoff | 4e Joaquim Rodríguez                   |                                                    |
| 2015 | 10e Joeri Trofimov   | 11e Ilnoer Zakarin                     | 29e Joaquim Rodríguez                  | 3e en 12e Joaquim Rodríguez   | ↑ Joaquim Rodríguez · 9e Daniel Moreno | 15e Joaquim Rodríguez                              |
| 2016 | 29e Rein Taaramäe    | 20e Rein Taaramäe                      | 7e Joaquim Rodríguez                   | 17e Ilnoer Zakarin            | 15e Jegor Silin                        | 8e Sergej Lagoetin                                 |
| 2017 | 5e Ilnoer Zakarin    |                                        | 31e Robert Kišerlovski                 |                               | ↑ Ilnoer Zakarin                       |                                                    |
| 2018 | 14e José Gonçalves   |                                        | 9e Ilnoer Zakarin                      |                               | 20e Ilnoer Zakarin                     |                                                    |
| 2019 | 10e Ilnoer Zakarin   | 13e Ilnoer Zakarin                     | 51e Ilnoer Zakarin                     |                               | 17e Ruben Guerreiro                    |                                                    |